# Route nationale 374a
La route nationale 374a, ou RN 374a, était une route nationale française reliant Villemaur-sur-Vanne à la RN 374 en direction de Nogent-sur-Seine.
À la suite de la réforme de 1972, la RN 374a a été déclassée en RD 374a.